# San Martín del Pedroso
San Martín del Pedroso (en asturleonés: Samartín del Pedrosu) es una localidad del municipio de Trabazos, en la provincia de Zamora y la comunidad autónoma de Castilla y León (España).

## Situación
San Martín del Pedroso, situado en la denominada Raya (frontera con Portugal), es punto final de la N-122, también conocida como carretera de Zamora a Braganza o carretera de Zamora a Portugal. Desde San Martín, y tras cruzar la frontera, se enlaza con la carretera IP-4 portuguesa, que, tras pasar por Braganza, se dirige a Oporto.
El Camino Portugués de la Vía de la Plata, con origen en el municipio zamorano de La Hiniesta, termina en la localidad de San Martín del Pedroso, aunque también existe una variante con origen en Villaflor y término en la localidad de Ceadea.

## Historia
Cuenta en su término con los restos de un castro conocido como "El Pedroso", declarado Bien de Interés Cultural, en el que existen grabados rupestres de la Edad del Cobre. En este lugar debió de existir uno de los pocos poblados calcolíticos de la Meseta con defensas artificiales, ya que se construyó con bloques de granito una muralla de medio kilómetro de longitud. Además fue un importante foco de producción de industria lítica, especialmente puntas de flecha y hachas pulimentadas, documentadas en la zona de habitación.
Posteriormente, en la Edad Media estuvo integrado en el Reino de León, hecho que no evitó la existencia de cierto conflicto entre los reinos leonés y portugués en los siglos XII y XIII por el control de esta zona de la frontera.
Ya en la Edad Contemporánea, con la creación de las actuales provincias en 1833, San Martín, aún como municipio independiente, fue adscrito a la provincia de Zamora, dentro de la Región Leonesa, la cual, como todas las regiones españolas de la época, carecía de competencias administrativas. Un año después quedó integrado en el partido judicial de Alcañices, Asimismo, en torno a 1850, San Martín perdió la condición de municipio, pasando a integrarse en el de Trabazos.
En 1983, tras la supresión del partido de partido de Alcañices, San Martín y el resto de localidades del municipio fueron integradas en el Partido Judicial de Zamora. Tras la constitución de 1978, San Martín pasó a formar parte en 1983 de la comunidad autónoma de Castilla y León, en tanto municipio integrado en la provincia de Zamora.

## Patrimonio
- Castro de "El Pedroso", datado en el periodo calcolítico, está declarado Bien de Interés Cultural con categoría de zona arqueológica,[4] y que resulta uno de los poblados fortificados con más importancia, debido a la complejidad de su sistema defensivo. En él, llaman la atención dos grutas: La casa del Moro y la Cueva, que se comunican. En su interior hay petroglifos y se han hallado otros objetos que se remontan a épocas prehistóricas.
- Iglesia de San Martín.